# Gluiras
Gluiras är en kommun i departementet Ardèche i regionen Auvergne-Rhône-Alpes i sydöstra Frankrike. Kommunen ligger  i kantonen Saint-Pierreville som ligger i arrondissementet Privas. År 2022 hade Gluiras 368 invånare.

## Befolkningsutveckling
Antalet invånare i kommunen Gluiras
Referens: INSEE